# Triodia longiceps
Triodia longiceps är en gräsart som beskrevs av John McConnell Black. Triodia longiceps ingår i släktet Triodia och familjen gräs. Inga underarter finns listade i Catalogue of Life.